# Federación de Fútbol de Siria
La Federación de Fútbol de Siria (en árabe: الاتحاد السوري لكرة القدم) es el organismo rector del fútbol en Siria, con sede en la ciudad de Damasco. Fue fundada en 1936, desde 1937 es miembro de la FIFA y desde 1969 de la AFC. Organiza el campeonato de Liga y de Copa de Siria, así como los partidos de la selección nacional en sus distintas categorías.